# Вуд-Лейк (тауншип, Миннесота)
Вуд-Лейк (англ. Wood Lake) — тауншип в округе Йеллоу-Медисин, Миннесота, США. На 2000 год его население составило 220 человек.

## География
По данным Бюро переписи населения США площадь тауншипа составляет 91,1 км², из которых 88,9 км² занимает суша, а 2,3 км² — вода (2,47 %).

## Демография
По данным переписи населения 2000 года здесь находились 220 человек, 89 домохозяйств и 64 семьи.  Плотность населения —  2,5 чел./км².  На территории тауншипа расположено 94 постройки со средней плотностью 1,1 построек на один квадратный километр. Расовый состав населения: 99,09 % белых, 0,45 % азиатов и 0,45 % приходится на две или более других рас.
Из 89 домохозяйств в 28,1 % воспитывались дети до 18 лет, в 67,4 % проживали супружеские пары, в 3,4 % проживали незамужние женщины и в 27,0 % домохозяйств проживали несемейные люди. 23,6 % домохозяйств состояли из одного человека, при том 13,5 % из — одиноких пожилых людей старше 65 лет. Средний размер домохозяйства — 2,47, а семьи — 2,97 человека.
25,9 % населения — младше 18 лет, 6,8 % — в возрасте от 18 до 24 лет, 26,8 % — от 25 до 44, 22,3 % — от 45 до 64, и 18,2 % — старше 65 лет. Средний возраст — 39 лет. На каждые 100 женщин приходилось 111,5 мужчин.  На каждые 100 женщин старше 18 приходилось 114,5 мужчин.
Средний годовой доход домохозяйства составлял 34 250 долларов, а средний годовой доход семьи —  42 917 долларов. Средний доход мужчин —  26 458  долларов, в то время как у женщин — 21 042. Доход на душу населения составил 15 331 доллар. За чертой бедности находились 7,2 % семей и 9,5 % всего населения тауншипа, из которых 13,5 % младше 18 и 6,7 % старше 65 лет.